# ليزلي ميتشيل
ليزلي ميتشيل (بالإنجليزية: Leslie Mitchell)‏ (و. 1905 – 1985 م) هو ممثل، من المملكة المتحدة، ولد في إدنبرة، توفي عن عمر يناهز 80 عاماً.

## وصلات خارجية
- ليزلي ميتشيل على موقع IMDb (الإنجليزية)
- ليزلي ميتشيل على موقع ألو سيني (الفرنسية)
- ليزلي ميتشيل على موقع ميوزك برينز (الإنجليزية)
- ليزلي ميتشيل على موقع أول موفي (الإنجليزية)
- ليزلي ميتشيل على موقع قاعدة بيانات الأفلام السويدية (السويدية)
- ليزلي ميتشيل على موقع قاعدة بيانات الفيلم (الإنجليزية)
- ليزلي ميتشيل على موقع كينوبويسك (الروسية)